# Palacio Petit de la Casa Xatmar
El Palacio Petit de la Casa Xatmar és una obra del municipi de Riumors (Alt Empordà) inclosa en l'Inventari del Patrimoni Arquitectònic de Catalunya.

## Descripció
Es tracta d'un edifici que es troba al centre del poble, antigament aïllat, però actualment entre mitgeres. És un edifici que actualment forma part de diversos propietaris i per aquest motiu veiem una part rehabilitada i l'altra no. Destaca a la planta baixa l'arc rebaixat que porta a l'accés de la casa i la galeria del pis superior amb tres arcs de mig punt i les impostes molt marcades. Entre aquests tres arcs veiem un plafó de rajola que també podem veure en altres masies del poble i que indiquen l'ús que tenien aquells espais. En aquest cas; MAS PALACIO PETIT DE LA CASA XATMAR, els Xatmar eren els grans propietaris del poble. De la part de la casa restaurada veiem que s'ha conservat el que era la galeria amb quatre arcs de mig punt, i la porta d'accés amb un arc rebaixat. A la cantonada trobem uns carreus no gaire treballats, i a la façana lateral dues finestres rectangulars posteriors i un pou. L'altra façana lateral està en gran part desapareguda per una nova construcció, però en podem veure una part a on hi havia una porta en arc de mig punt, avui tapiada.